# Martinengo

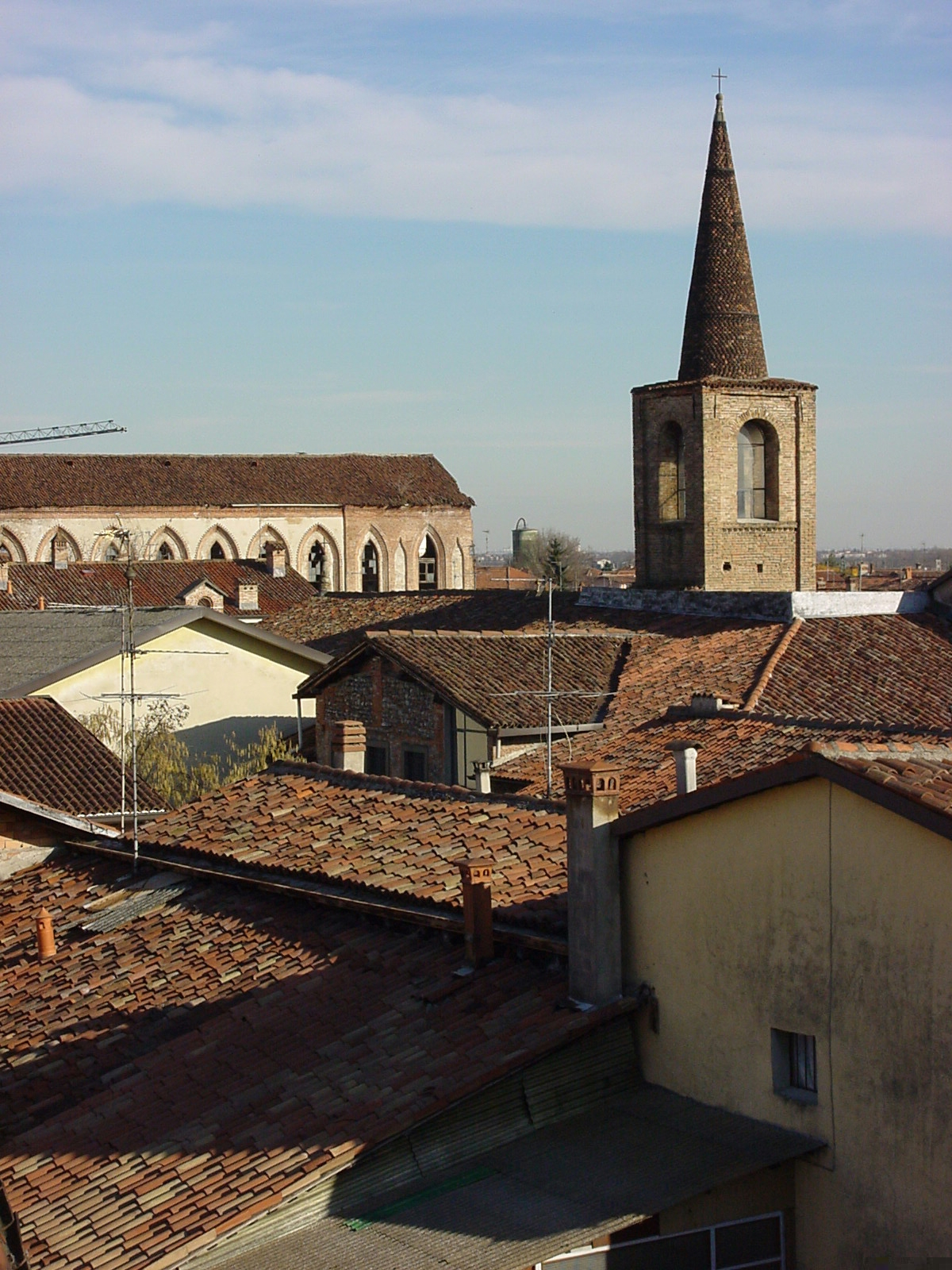

Martinengo is een gemeente in de Italiaanse provincie Bergamo (regio Lombardije) en telt 9138 inwoners (31-12-2004). De oppervlakte bedraagt 21,7 km², de bevolkingsdichtheid is 407 inwoners per km².

## Demografie
Martinengo telt ongeveer 3259 huishoudens. Het aantal inwoners steeg in de periode 1991-2001 met 9,4% volgens cijfers uit de tienjaarlijkse volkstellingen van ISTAT.
| Jaar | Inwoneraantal |
| ---- | ------------- |
| 1991 | 7835          |
| 2001 | 8570          |
| 2004 | 9138          |

## Geografie
De gemeente ligt op ongeveer 149 m boven zeeniveau.
Martinengo grenst aan de volgende gemeenten: Cividate al Piano, Cologno al Serio, Cortenuova, Ghisalba, Morengo, Mornico al Serio, Palosco, Romano di Lombardia.

## Geboren
- Giuseppe Casari (1922-2013), voetbaldoelman